# لوژاتس
لوژاتس (به لاتین: Lužac) یک منطقهٔ مسکونی در مونته‌نگرو است که در شهرداری برانه واقع شده‌است. لوژاتس ۹۸۳ نفر جمعیت دارد.